# Karnberg (Berg)
Der Karnberg ist ein 450 m ü. NHN hoher Berg im Werra-Meißner-Kreis in Hessen und Unstrut-Hainich-Kreis in Thüringen (Deutschland).

## Geographie

### Lage
Der Karnberg befindet sich im östlichsten Teil des Werra-Meißner-Kreises, rechts der Werra südöstlich von Wanfried und im westlichsten Teil des Unstrut-Hainich-Kreises im Gemeindeteil Wendehausen der Gemeinde Südeichsfeld. Weitere Nachbarorte sind Treffurt (Wartburgkreis) im Süden und Altenburschla (Werra-Meißner-Kreis) im Südwesten.

### Höhenzug des Karnberges
Der Karnberg ist der zentrale Teil eines Bergplateaus. Eingegrenzt wird dieses von der Werra im Westen, dem Gatterbach im Norden und dem Heldrabach bzw. Haselbach im Süden und Osten, beides kleine rechtsseitige Zuflüsse der Werra. Mehrere kleine Nebenarme des Heldrabaches, wie der Walsbach gliedern das Plateau in nach Süden ausgerichtete Bergrücken.

### Bergkuppen
Das Bergplateau besteht aus mehreren Bergkuppen – sortiert von Nord nach Süd entgegen dem Uhrzeigersinn mit Höhen in Meter (m) über Normalhöhennull (NHN):
- Auf der Delle (461,0 m), südwestlich von Katharinenberg
- Karnberg im engeren Sinne, zwischen Wanfried und Wendehausen
  - Nordostkuppe (448,1 m)
  - Südwestkuppe (ca. 450 m)
- Leistersberg (ca. 430 m), südöstlich von Wanfried
- Muhlienberg (447,4 m), nördlich von Altenburschla
- Mainzer Köpfe (ca. 435 m), östlich von Altenburschla
- nach Süden verlaufende Bergrücken, nördlich von Treffurt:
  - namenloser Berg (bis 400 m)
  - Fritzkopf (411,1 m)
  - Ölberg (bis 410 m).

### Naturräumliche Zuordnung
Der Berg zählt nach der naturräumlichen Gliederung im Blatt Kassel zu den Wanfrieder Werrahöhen (Nr. 483.22), einem Ausläufer des Westlichen Obereichsfeldes (Nr. 483.2) und Teil der Nordwestlichen Randplatte des Thüringer Beckens (Nr. 483).
Die Thüringer Landesanstalt für Umwelt und Geologie (TLUG) verfügt über ein etwas gröberes, nur landesweit einteilendes naturräumliches System (Die Naturräume Thüringens), innerhalb dessen der thüringische Anteil zur Einheit Werrabergland–Hörselberge  gerechnet wird.

## Natur
Die Muschkalkhöhen des Karnberges sind überwiegend mit Laubwald bedeckt, nur kleinere Plateauflächen um die ehemalige Vorwerke Karnberg und Scharfloh werden landwirtschaftlich genutzt. Folgende Schutzgebiete gibt es hier:
- Hessen
  - FFH-Gebiet Plesse-Konstein-Karnberg
  - Abdachung zur Werra im FFH-Gebiet Werra- und Wehrertal
- Thüringen
  - seit 2009 im LSG Obereichsfeld
  - FFH-Gebiet Treffurter Stadtwald nördlich von Treffurt (352 ha)

Das Naturschutzprojekt „Grünes Band Eichsfeld-Werratal“ führt die Höhen als Muschelkalkhöhen östlich von Wanfried als eigenes Projektgebiet.
Der Karnberg und die angrenzenden Berge sind ein beliebtes Ausflugs- und Wandergebiet mit einer abwechslungsreichen Landschaft und Natur. Unmittelbar über den Bergrücken verlief die ehemalige Innerdeutsche Grenze und ist jetzt Teil des Grünen Bandes. Von verschiedenen Stellen (zum Beispiel am Grenzturm und der sogenannten ‚’Kim’s Ruh’’) hat man eine weite Aussicht ins hessisch-thüringische Grenzgebiet.

## Geschichte

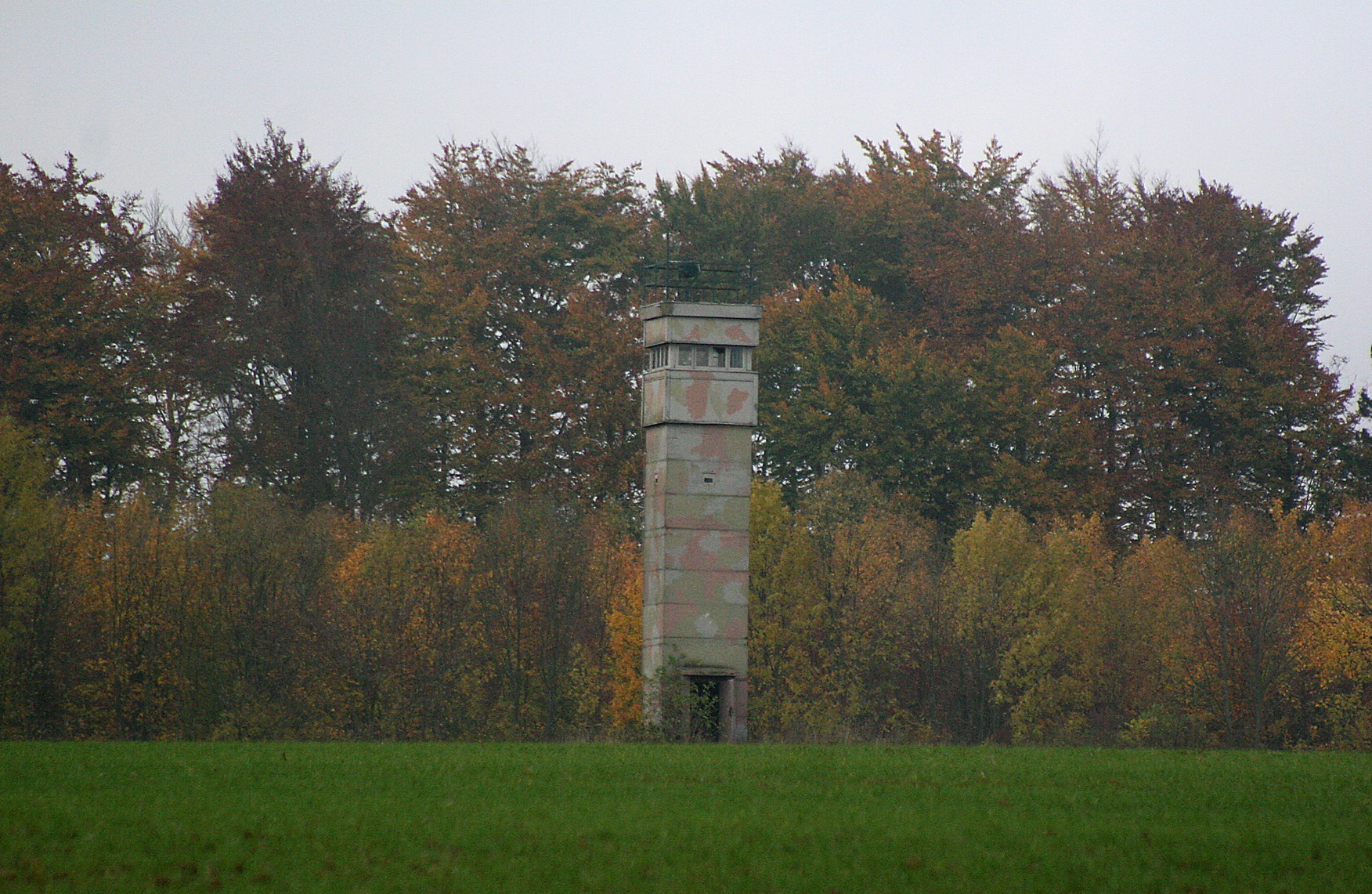
Grenzbeobachtungsturm an der ehemaligen Innerdeutschen Grenze

Seit dem Mittelalter werden Teile des Bergplateaus  landwirtschaftlich genutzt und mit dem Vorwerk Karnberg und dem Gut Scharfloh auch bewohnt. Der Berg war dabei immer Grenzgebiet zwischen den Herrschaftsbereichen der Landgrafschaft Hessen (in deren Rechtsnachfolge der Landgrafschaft Hessen-Kassel), der Landgrafschaft Thüringen (in deren Rechtsnachfolge dem Kurfürstentum Sachsen) und dem Erzbistum Mainz. Der thüringische Gebietsanteil mit dem Rittergut Kleintöpfer und dem dazugehörigen Vorwerk Karnberg gehörte zur Ganerbschaft Treffurt.
Nach dem Zweiten Weltkrieg gehörte der östliche Teil zur sowjetischen Besatzungszone. Von 1952 bis zur Wende und Wiedervereinigung 1989/1990 war dieser von der Sperrung der innerdeutschen Grenze unmittelbar betroffen. Die Bewohner mussten ihre Heimat verlassen und sämtliche Gebäude der Höfe Karnberg (1952) und Scharfloh (1972) wurden im Rahmen der Grenzsicherungsmaßnahmen der DDR abgerissen.
Mit Wirkung vom 3. Juni 1964 wurde das 599,8586 ha große Gebiet von Karnberg und Kleintöpfer mit dem Treffurter Stadtwald aus der Stadt Treffurt in die Gemeinde Wendehausen und damit aus dem Kreis Eisenach in den Kreis Mühlhausen umgemeindet.
Von den ehemaligen Grenzanlagen sind noch ein Beobachtungsturm auf dem Karnberg und der Grenzturm Katharinenberg als Mahnmal und eine vermutlich als Abwasserkanal getarnte Agentenschleuse unterhalb der Mainzer Köpfe zu besichtigen.